# NGC 623
NGC 623 (również PGC 5898) – galaktyka eliptyczna (E), znajdująca się w gwiazdozbiorze Rzeźbiarza. Odkrył ją John Herschel 30 listopada 1837 roku.